# Pavlíkov

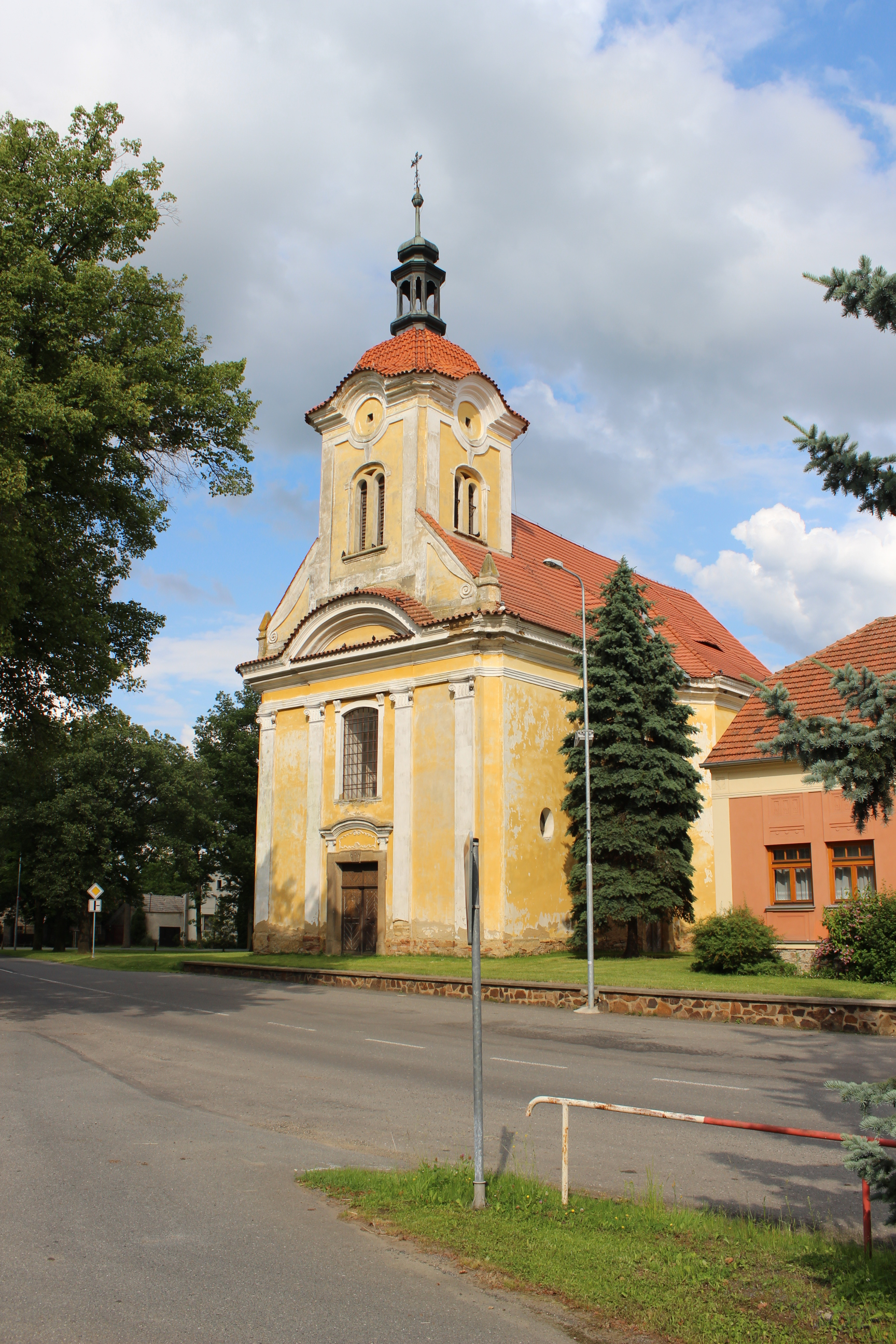
Kirche der hl. Katharina

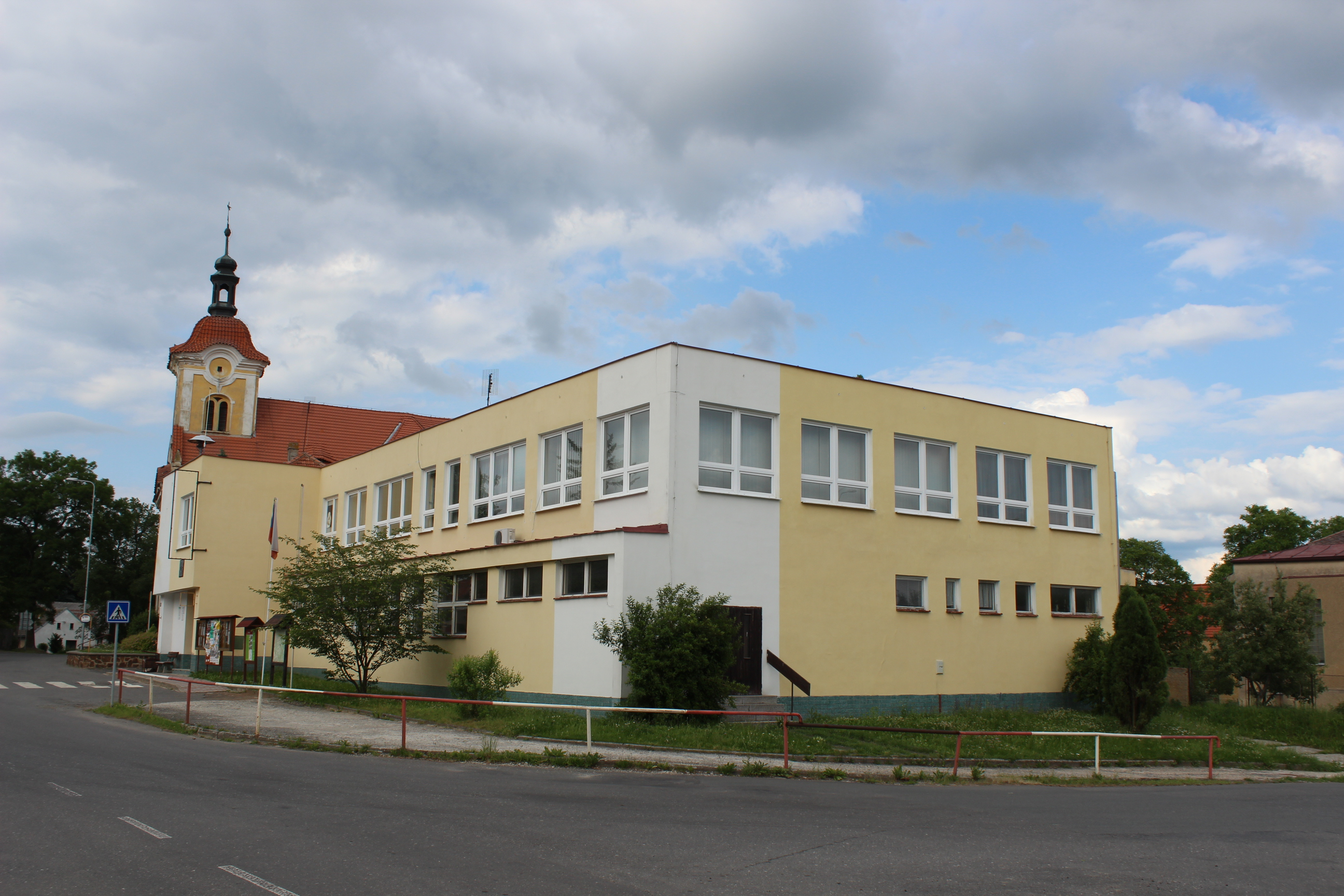
Rathaus

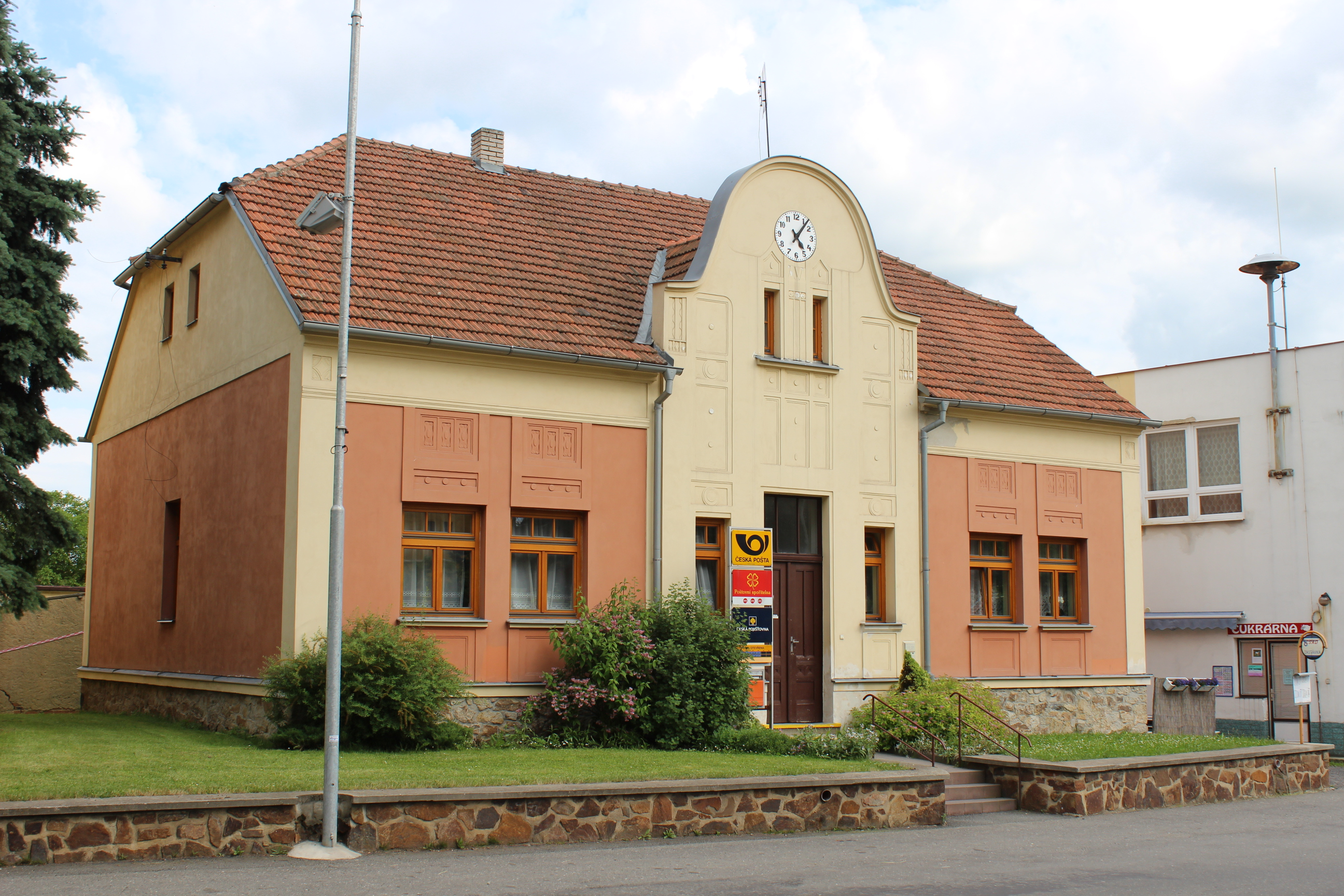
Postamt

Pavlíkov (deutsch Pawlikow, 1939–45 Paulshof) ist eine Minderstadt in Tschechien. Sie liegt sechs Kilometer südlich von Rakovník und gehört zum Okres Rakovník.

## Geographie
Pavlíkov befindet sich auf einer Hochfläche in der Křivoklátská vrchovina. In Pavlíkov entspringt der Bach Všetatský potok. Nördlich erheben sich die Pavlíkovské vršky (437 m), im Nordosten der Klůček (433 m), östlich der Remízský vrch (473 m), im Südosten die U Homolky (454 m), südlich der Na Stráží (480 m), im Südwesten der Kočkov (494 m) sowie westlich die Senecká hora (505 m). Durch Pavlíkov führt die Staatsstraße II/233 zwischen Rakovník und Radnice.
Nachbarorte sind Krčelák, Huřviny, Bělidlo, Hradcův Mlýn und U Skoupích im Norden, Kohoutův Mlýn, Dolní Chlum, Horní Chlum, Ryšín und Loučný Mlýn im Nordosten, V Lybii und Lašovice im Osten, Velká Buková, Čepiny und Všetaty im Südosten, Křižovatka, Skřivaň, Tyterský Mlýn, Tytry und Skupá im Süden, Panoší Újezd und Krakov im Südwesten, Hvozd, Žďáry und Příčina im Westen sowie Senec und Lubná im Nordwesten.

## Geschichte
Das Dorf wurde vermutlich im 13. Jahrhundert gegründet. Die erste schriftliche Erwähnung von Pawlicow erfolgte im Jahre 1341 in einer Urkunde des Königs Johann von Luxemburg als Lehngut der königlichen Burg Pürglitz. Im Jahre 1585 wurde Pawlikow aus dem Lehnverhältnis herausgelöst und zum Allodialgut. Im Jahre 1660 erbten die Ritter von Renschberg (Renšpergár z Renšperku) auf Skřivaň das Gut. Später wurde es an die Herrschaft Kruschowitz angeschlossen. Im Jahre 1685 verkaufte Leopold I. die Kronherrschaften Kruschowitz und Pürglitz an Ernst Joseph Graf von Waldstein. 1731 vererbte Johann Joseph Graf von Waldstein beide Herrschaften an seine Tochter und Universalerbin Maria Anna Fürstin zu Fürstenberg, die sie 1756 testamentarisch mit dem Gut Nischburg zu einem Familienfideikommiss von 400.000 Gulden vereinigte. Die eine Hälfte des Erbes fiel ihren Söhnen Joseph Wenzel zu Fürstenberg-Stühlingen und Karl Egon I. zu Fürstenberg zu, die andere ihren Töchtern Henriette Fürstin von Thurn und Taxis und Maria Theresia zu Fürstenberg. Als Fideikommisserben setzte sie ihren zweitgeborenen Sohn Karl Egon I. ein, der durch Ausgleich auch die Anteile seiner Geschwister erwarb. Nach dem Tode von Karl Egon I. erbte 1787 dessen ältester Sohn Philipp Fürst zu Fürstenberg († 1790) den Besitz, ihm folgten seine Kinder Karl Gabriel zu Fürstenberg († 1799) und Leopoldine Prinzessin von Hessen-Rothenburg-Rheinfels. 1803 verzichteten die weiblichen Erben in einem Familienvergleich zugunsten des minderjährigen Karl Egon II. zu Fürstenberg und der fürstlichen und landgräflichen Häuser Fürstenberg; als Verwalter wurde bis zu dessen Volljährigkeit im Jahre 1817 Joachim Egon Landgraf von Fürstenberg eingesetzt.
1780 wurde die Schule errichtet. Im Jahre 1843 bestand Pawlikow aus 65 Häusern mit 537 Einwohnern. Im Dorf gab es die Filialkirche der hl. Katharina, eine gemeindliche Schule, einen Meierhof mit Schäferei sowie einen Kommunschüttboden. Pfarrort war Groß-Augezd. Bis zur Mitte des 19. Jahrhunderts blieb Pawlikow der Herrschaft Kruschowitz samt den Lehngütern Wschetat und Panaschow-Augezd untertänig.
Nach der Aufhebung der Patrimonialherrschaften bildete Pavlíkov / Pawlikow ab 1850 mit dem Ortsteil Chlum eine Gemeinde im Bezirk Rakonitz und Gerichtsbezirk Rakonitz. Nach dem Tode des Karl Egon II. zu Fürstenberg erbte 1854 dessen zweitgeborener Sohn Max Egon I. den Fideikommiss Pürglitz. 1880 löste sich Chlum los und bildete eine eigene Gemeinde. 1896 wurde ein Postamt eingerichtet. Bis ins 19. Jahrhundert war Pavlíkov ein von der Landwirtschaft geprägtes Dorf. 1929 verkaufte die Familie Fürstenberg die Immobilien an den tschechoslowakischen Staat. Zu dieser Zeit arbeiteten zahlreiche Einwohner in den Bergwerken von Lubná bzw. den Betrieben in Rakovník. Im Jahre 1932 lebten in Pavlíkov 833 Personen. Während der deutschen Besetzung erhielt das Dorf den deutschen Namen Paulshof. Der Kindergarten wurden 1948 gegründet. 1972 entstand ein Kulturhaus. Am 1. Jänner 1980 wurden Chlum (mit Ryšín), Skřivaň und Tytry eingemeindet. Pavlíkov wurde am 29. Mai 2007 zum Městys erhoben. Das größte Unternehmen in Pavlíkov ist die RKZ, früher keramický závod Šamotka. Der namensgebende Ortsteil Pavlíkov hat heute ca. 620 Einwohner.

## Gemeindegliederung
Die Minderstadt Pavlíkov besteht aus den Ortsteilen Chlum (1939–45 Klum), Pavlíkov (Pawlikow, 1939–45 Paulshof), Ryšín (Rischin), Skřivaň (Skřiwan, 1939–45 Lerchenhaid) und Tytry (Tittrich, früher Titter). Grundsiedlungseinheiten sind Dolní Chlum (Unter Chlum), Chlum, Pavlíkov, Ryšín, Skřivaň und Tytry. Das Gemeindegebiet gliedert sich in die Katastralbezirke Chlum u Rakovníka, Pavlíkov, Ryšín, Skřivaň und Tytry. Zu Pavlíkov gehört die Einschicht Tyterský Mlýn (Tittricher Mühle).

## Sehenswürdigkeiten
- Barocke Kirche der hl. Katharina in Pavlíkov, erbaut unter finanzieller Beteiligung von Karl Egon I. zu Fürstenberg in den Jahren 1776–1778 anstelle der aus dem 14. Jahrhundert stammenden Kapelle des hl. Adalbert. Am 19. September 1785 wurde der einschiffige Bau geweiht. Die 1950 entweihte Kirche ging 1981 in die Rechtsträgerschaft des Bezirksmuseums Rakovník über, das sie zum Depositarium ausbauen wollte. Nachdem dem Museum die Gelder für eine Instandsetzung nicht bewilligt wurden, beantragte die Bezirksverwaltung Rakovník die Aufhebung den Denkmalschutzes und den Abriss der Kirche. Nach der Samtenen Revolution wurde die Kirche im Jahre 1990 saniert.
- Seit 2006 befindet sich eine Dauerausstellung von Werken des Malers und Grafikers Jiří Anderle im Rathaus von Pavlíkov
- Museum alter Motorräder in Pavlíkov
- Schloss Skřivaň, das im 17. Jahrhundert errichtete Bauwerk gehörte von 1748 bis 1921 den Fürsten von Fürstenberg. 1948 wurde es verstaatlicht und danach verwüstet. Heute befindet es sich wieder in Privatbesitz und wird sukzessive wiederhergestellt.
- Kirche des hl. Stephan in Skřivaň, der aus dem 14. Jahrhundert stammende Bau mit freistehendem hölzernem Glockenturm erhielt seine heutige Gestalt in der 1. Hälfte des 19. Jahrhunderts. Die Kirche und der sie umgebende Friedhof sind als Kulturdenkmal geschützt
- Geburtshaus von Karel Šíma–Šimanovský in Skřivaň
- Gezimmerte Chaluppen in Volksbauweise in Skřivaň
- Glockenturm in Ryšín
- Wegekreuz an der Straße von Pavlíkov nach Chlum

## Söhne und Töchter der Gemeinde
- Karel Šimanovský (1826–1904), Schauspieler und Shakespeare-Darsteller, geboren in Skřivaň
- Karel Alois Polánek (1887–1953), Gründer der tschechischen Museums in Saaz, geboren in Ryšín
- Růžena Charlotta Urbanová (1888–1978), Malerin, Weltreisende und Schriftstellerin
- Rudolf Jirkovský (1902–1989), Mineraloge und Chemiker
- Jiří Čadek (1935–2021), tschechoslowakischer Fußballspieler
- Jiří Anderle (* 1936), Maler und Graphiker